# Grisignano di Zocco
Grisignano di Zocco ist eine nordostitalienische Gemeinde (comune) mit 4330 Einwohnern (Stand 31. Dezember 2023) in der Provinz Vicenza in Venetien. Die Gemeinde liegt etwa 14 Kilometer ostsüdöstlich von Vicenza und 15 Kilometer nordwestlich von Padua und grenzt unmittelbar an die Provinz Padua. Durch die Gemeinde fließen die Tesinella und der Ceresone.

## Verkehr
Als Verkehrsknotenpunkt besteht ein Anschluss an die Autostrada A4 von Turin nach Triest. Die frühere Strada Statale 11 Padana Superiore (heute eine Regionalstraße) verbindet Vicenza mit Padua. Der Bahnhof von Grisignano di Zocco liegt an der Bahnstrecke Milano–Venezia. Hier kreuzte die frühere Bahnstrecke von Treviso nach Ostiglia, die aber seit 1944 bzw. 1967 stillgelegt ist.

## Kultur
Jährlich findet der traditionsreiche Jahrmarkt Antica Fiera del Soco in Grisignano di Zocco statt.